# Dobrjanka (Tschernihiw)
Dobrjanka (ukrainisch und russisch Добрянка) ist eine Siedlung städtischen Typs im Norden der Ukraine mit etwa 2355 Einwohnern.

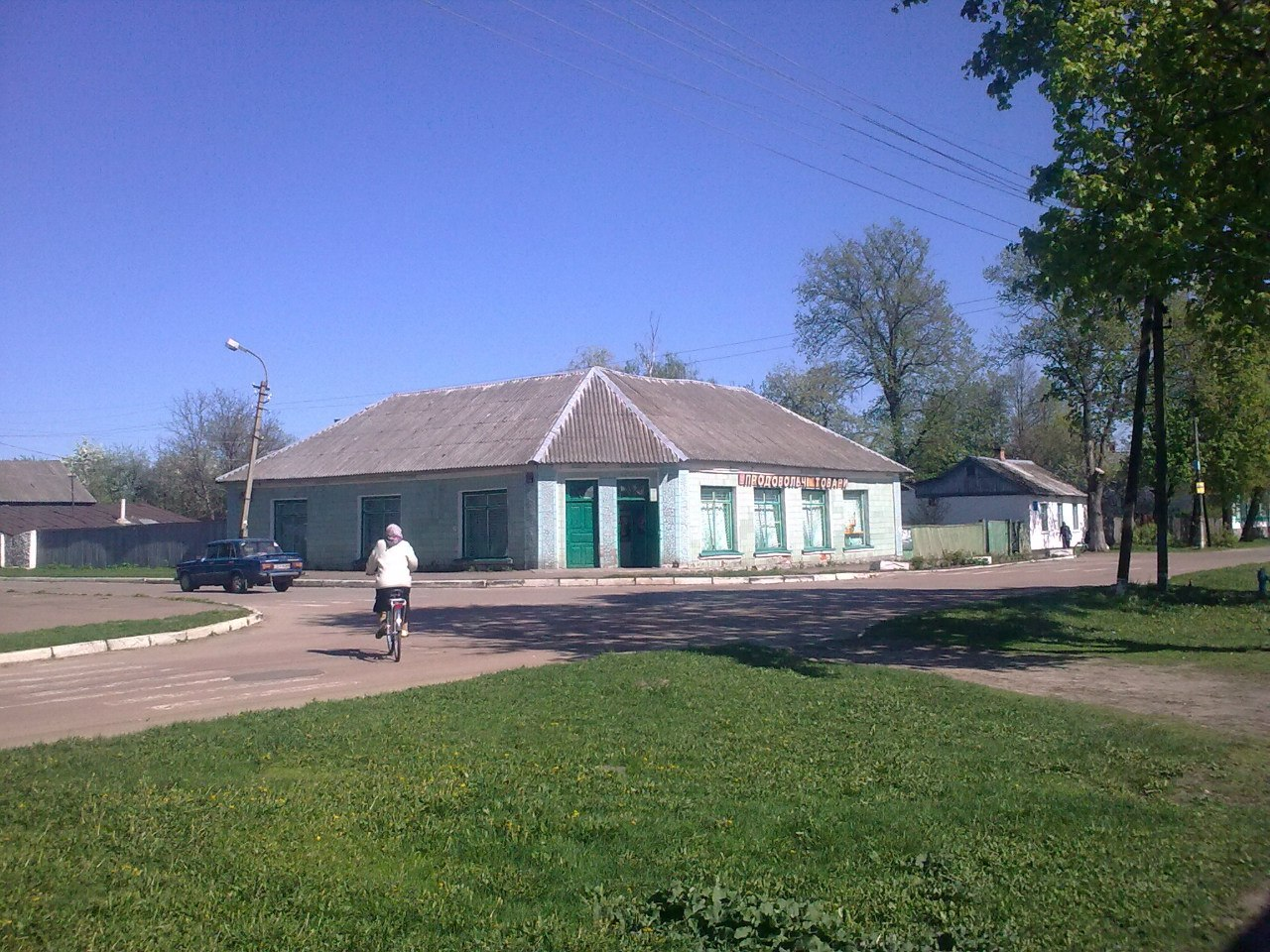
Ortszentrum

## Geschichte
Die von russischen Altgläubigen im Jahre 1706 gegründete Ortschaft wurde im Jahre 1924 der Status einer Siedlung städtischen Typs verliehen.

## Geographie
Dobrjanka liegt im Norden der Oblast Tschernihiw unmittelbar an der Grenze zu Belarus 76 km nördlich vom Oblastzentrum Tschernihiw und 40 km nördlich vom ehemaligen Rajonzentrum Ripky. Um die Siedlung herum fließt der Grenzfluss Nemylnja (Немильня), ein 32 Kilometer langer Nebenfluss des Sosch.
Im Westen der Siedlung liegt ein Grenzbahnhof an der Bahnstrecke von Homel (Belarus) nach Tschernihiw und etwa 10 km westlich der Ortschaft verläuft die Fernstraße M 01/Europastraße 95.
Bei der Siedlung liegt der ehemalige Militärflugplatz Dobrjanka mit einer 2 km langen Start- und Landebahn.

## Verwaltungsgliederung
Am 24. April 2019 wurde die Siedlung zum Zentrum der neugegründeten Siedlungsgemeinde Dobrjanka (Добрянська селищна громада/Dobrjanska selyschtschna hromada). Zu dieser zählten auch die 20 in der untenstehenden Tabelle aufgelisteten Dörfer, bis dahin bildete sie zusammen mit den Dörfern Atkylnja und Werbiwka die gleichnamige Siedlungsratsgemeinde Dobrjanka (Добрянська селищна рада/Dobrjanska selyschtschna rada) im Norden des Rajons Ripky.
Am 17. Juli 2020 kam es im Zuge einer großen Rajonsreform zum Anschluss des Rajonsgebietes an den Rajon Tschernihiw.
Folgende Orte sind neben dem Hauptort Dobrjanka Teil der Gemeinde:
| Name                     | Name                | Name                                         |
| ukrainisch transkribiert | ukrainisch          | russisch                                     |
| ------------------------ | ------------------- | -------------------------------------------- |
| Atkylnja                 | Аткильня            | Аткильня (Atkilnja)                          |
| Hornostajiwka            | Горностаївка        | Горностаевка (Gornostajewka)                 |
| Hrybowa Rudnja           | Грибова Рудня       | Грибова Рудня (Gribowa Rudnja)               |
| Huta-Tkatschowa          | Гута-Ткачова        | Гута-Ткачёва (Guta-Tkatschowa)               |
| Klubiwka                 | Клубівка            | Клубовка (Klubowka)                          |
| Kysseliwka               | Киселівка           | Киселевка (Kisselewka)                       |
| Lysunowa Rudnja          | Лизунова Рудня      | Лизунова Рудня (Lisunwoa Rudnja)             |
| Nowa Papirnja            | Нова Папірня        | Новая Папирня (Nowaja Papirnja)              |
| Nowi Jarylowytschi       | Нові Яриловичі      | Новые Ярыловичи (Nowyje Jarylowitschi)       |
| Oleksandriwka            | Олександрівка       | Александровка (Aleksandrowka)                |
| Oleksandriwka Druha      | Олександрівка Друга | Александровка Вторая (Aleksandrowka Wtoraja) |
| Oleschnja                | Олешня              | Олешня                                       |
| Sawodske                 | Заводське           | Заводское (Sawodskoje)                       |
| Skytok                   | Скиток              | Скиток (Skitok)                              |
| Stari Jarylowytschi      | Старі Яриловичі     | Старые Ярыловичи (Staryje Jarylowitschi)     |
| Strojiwka                | Строївка            | Строевка (Strojewka)                         |
| Sydeliwka                | Сиделівка           | Сиделевка (Sidelewka)                        |
| Tschyschiwka             | Чижівка             | Чижовка (Tschischowka)                       |
| Werbiwka                 | Вербівка            | Вербовка (Werbowka)                          |
| Wyr                      | Вир                 | Выр                                          |